# Galia Chimiak
Galia Chimiak (bułg. Галя Химяк, ur. 28 marca 1973) – polsko-bułgarska socjolożka, profesorka Instytutu Filozofii i Socjologii Polskiej Akademii Nauk.

## Życiorys
Galia Chimiak ukończyła studia magisterskie w zakresie filologii angielskiej na Uniwersytecie Wielkotyrnowskim (1992–1997) oraz program magisterski Society and Politics przy Central European University w Warszawie, akredytowany przez University of Lancaster (1997–1998). W 2004 doktoryzowała się w zakresie socjologii w Instytucie Filozofii i Socjologii Polskiej Akademii Nauk na podstawie Group Portrait of Social Activists in Poland. Implications for the Development of Civil Society. Studiowała podyplomowo Development Cooperation Policy and Management w Szkole Wyższej Psychologii Społecznej w Warszawie, Global Development Research Group i Norweskim Instytucie Spraw Międzynarodowych (2010–2011). W 2017 habilitowała się z socjologii w Instytucie Filozofii i Socjologii PAN, przedstawiwszy dzieło The Growth of Non-Governmental Development Organizations in Poland and Their Cooperation with Polish Aid (Ewolucja polskich organizacji pozarządowych działających na rzecz rozwoju oraz ich współpraca z rządowym programem „Polska pomoc”).
Jej zainteresowania naukowe obejmują zagadnienia związane z organizacjami pozarządowymi oraz współpracę rozwojową.
Pracowała jako korespondentka bułgarskiego dziennika „Demokracja” (2001–2002). Pracowała w Programie Narodów Zjednoczonych ds. Rozwoju w Bośni i Hercegowinie (2007–2008, 2009). Wykładała bądź wykłada w Collegium Civitas w Warszawie, Uniwersytecie Warszawskim, Szkole Nauk Społecznych w Warszawie, Trinity College w Dublin. W 2005 zaczęła pracować w Instytucie Filozofii i Socjologii PAN. W latach 2021–2023 pełniła rolę organizatorki pracy Civil Society Study Group przy Development Studies Association Ireland. W 2022 została jedną z trzech redaktorek głównych wydawanego przez Springer Nature czasopisma naukowego VOLUNTAS: International Journal of Voluntary and Nonprofit Organizations.
Członkini Polskiego Towarzystwo Socjologicznego (od 2002) oraz International Society for Third-Sector Research.
Jej mężem jest Łukasz Chimiak.

## Publikacje książkowe
- Galia Chimiak: How individualists make solidarity work, Warsaw: Ministry of Labour and Social Policy. Warszawa: Ministerstwo Pracy i Polityki Społecznej, 2006. ISBN 83-923782-0-2. (ang.). Brak numerów stron w książce
- Galia Chimiak: The growth of non-governmental development organizations in Poland and their cooperation with Polish aid. Warszawa: Wydawnictwo IFiS PAN, 2016. ISBN 978-83-7683-133-6. (ang.). Brak numerów stron w książce